# Moje smutné srdce
Moje smutné srdce (2000) je studiové album Jaromíra Nohavici. Obsahuje 15 autorských písniček a jeden ostravský tradicionál (V jednym dumku na Zarubku). Nohavica na album zařadil i dvě své starší skladby (Košilka a upravená Kosatá a Zubatá). Původně měl být na albu i starší text na melodii Paula Simona, Píseň pro tu jedinou, písnička byla ale nahrazena skladbou Nebe je tu. Booklet zhotovil Michal Cihlář.
Písně z alba s klavírním výtahem vyšly ve zpěvníku Moje smutné srdce, který vydalo nakladatelství G + W v roce 2001 jako třetí a poslední díl kompletu zpěvníků k albům Divné století, Koncert a Moje smutné srdce.

## Seznam písní
1. Každý si nese své břímě /3:11
2. Silueta /1:25
3. Maria Panna /2:35
4. Vánoce v Bratislavě /4:15
5. Sněženky /2:21
6. Líbíte se mi /3:01
7. V jednym dumku na Zarubku /1:46
8. Strach /2:39
9. Jako jelen když vodu chce pít /3:30
10. Strakapúd /1:52
11. Košilka /2:22
12. Unaven /3:17
13. Kosatá a Zubatá /4:19
14. Mrtvá včela /2:40
15. Moje smutné srdce /2:22
16. Nebe je tu /1:58

## Účinkují
- Jaromír Nohavica – kytara, Heligonka, zpěv
- Vít Sázavský – kytary, basa, píšťaly, sbory
- Zdeněk Vřešťál – sbory
- Pavel Plánka – bicí, perkuse
- Vladislava Hořovská – housle, violy
- Karel Plíhal – kytary, zpěv
- Petr Freund – klávesové nástroje
- Silvia Josifoska – zpěv, sbory
- Karel Holas – housle, sbory
- František Černý – kytary, sbory
- Michal Pavlík – violoncella, dudy
- Radek Pobořil – akordeon, trumpeta
- František Uhlíř – kontrabas
- Jiří Kotouč – historické nástroje všeho druhu